# Communauté de communes du Langeadois
La communauté de communes du Langeadois est une ancienne communauté de communes française située dans le département de la Haute-Loire en région Auvergne-Rhône-Alpes.

## Historique
La communauté de communes a été créée le 30 mai 2000.
Le schéma départemental de coopération intercommunale,, approuvé le 4 mars 2016 par la commission départementale de coopération intercommunale de la Haute-Loire, prévoit la fusion, le 1er janvier 2017, de la communauté de communes du Langeadois avec la communauté de communes du Pays de Paulhaguet, la communauté de communes Ribeyre, Chaliergue et Margeride et la communauté de communes du Pays de Saugues ainsi que les communes de Berbezit et Varennes-Saint-Honorat.
Le 1er janvier 2017, la communauté de communes du Langeadois fusionne au sein de la communauté de communes des Rives du Haut Allier.

## Territoire communautaire

### Composition
Elle regroupait quatorze communes :
| Nom                     | Code Insee | Gentilé      | Superficie (km2) | Population (dernière pop. légale) | Densité (hab./km2) |
| ----------------------- | ---------- | ------------ | ---------------- | --------------------------------- | ------------------ |
| Langeac (siège)         | 43112      | Langeadois   | 33,94            | 3 758 (2014)                      | 111                |
| Chanteuges              | 43056      | Chanteugeois | 16,33            | 462 (2014)                        | 28                 |
| Chazelles               | 43068      |              | 4,90             | 42 (2014)                         | 8,6                |
| Desges                  | 43085      |              | 16,83            | 60 (2014)                         | 3,6                |
| Mazeyrat-d'Allier       | 43132      |              | 44,95            | 1 520 (2014)                      | 34                 |
| Pébrac                  | 43149      | Pipéraçois   | 17,85            | 119 (2014)                        | 6,7                |
| Pinols                  | 43151      | Pinolais     | 34,92            | 208 (2014)                        | 6                  |
| Prades                  | 43155      |              | 4,82             | 67 (2014)                         | 14                 |
| Saint-Arcons-d'Allier   | 43167      |              | 16,08            | 207 (2014)                        | 13                 |
| Saint-Bérain            | 43171      |              | 13,00            | 80 (2014)                         | 6,2                |
| Saint-Julien-des-Chazes | 43202      |              | 6,63             | 70 (2014)                         | 11                 |
| Siaugues-Sainte-Marie   | 43239      | Siauguains   | 40,01            | 806 (2014)                        | 20                 |
| Tailhac                 | 43242      |              | 12,52            | 74 (2014)                         | 5,9                |
| Vissac-Auteyrac         | 43013      |              | 17,10            | 338 (2014)                        | 20                 |

### Démographie
| 1968  | 1975  | 1982  | 1990  | 1999  | 2008  | 2013  |
| ----- | ----- | ----- | ----- | ----- | ----- | ----- |
| 9 658 | 9 116 | 8 691 | 7 965 | 7 800 | 7 987 | 7 891 |

## Administration

### Siège
Le siège de la communauté de communes est situé à Langeac.

### Présidence
Le président de la communauté de communes est Franck Noël-Baron, maire de Chanteuges. Il est assisté de cinq vice-présidents (Marie-Thérèse Roubaud, Jean-Marie Chapon, Gilles Ruat, Chantal Farigoule et Serge Rocher).

### Compétences
L'intercommunalité exerce les compétences suivantes :
- développement économique (création/aménagement/entretien/gestion de zones d'activité, promotion du territoire, accueil de porteurs de projets, équipements) ;
- aménagement de l'espace communautaire (schéma de cohérence territoriale, schéma directeur, création et réalisation de zones d'aménagement concerté, élaboration d'une zone de développement éolien) ;
- protection et mise en valeur de l'environnement (collecte et traitement des déchets ménagers ; études relatives à l'assainissement) ;
- politique du logement social d'intérêt communautaire ;
- enfance et jeunesse ;
- construction, rénovation et entretien d'équipements sociaux, culturels, sportifs et de loisirs ;
- développement touristique ;
- étude/création/gestion/entretien d'une aire d'accueil des gens du voyage ;
- etc.